# NGC 3558
NGC 3558 é uma galáxia elíptica (E) localizada na direcção da constelação de Ursa Major. Possui uma declinação de +28° 32' 37" e uma ascensão recta de 11 horas, 10 minutos e 55,9 segundos.
A galáxia NGC 3558 foi descoberta em 15 de Abril de 1866 por Heinrich Louis d'Arrest.